# Борок (Буда-Кошелёвский район)
Борок (бел. Баро́к) — посёлок в Губичском сельсовете Буда-Кошелёвского района Гомельской области Белоруссии.
На западе граничит с лесом.

## География
В 16 км на запад от районного центра и железнодорожной станции Буда-Кошелёвская (на линии Жлобин — Гомель), 52 км от Гомеля.

## Транспортная сеть
Рядом автодорога, которая связывает посёлок с Буда-Кошелёвом.
Планировка состоит из короткой прямолинейной улицы, близкой к меридиональной ориентации. Застройка деревянными домами усадебного типа.

## История
Основан в начале XX века переселенцами с соседних деревень. В 1925 году в Недайском сельсовете Буда-Кошелёвского района Бобруйского округа. В 1929 году жители посёлка вступили в колхоз. Во время Великой Отечественной войны в деревне в 1943 году базировались партизаны 1-й Буда-Кошелёвской бригады. 16 жителей деревни погибли на фронтах войны. В 1959 году в составе колхоза «Авангард» (центр — деревня Старая Буда).
До 16 декабря 2009 года в составе Старобудского сельсовета.

## Население

### Численность
- 2004 год — 11 хозяйств, 17 жителей.

### Динамика
- 1925 год — 19 дворов.
- 1959 год — 70 жителей (согласно переписи).
- 2004 год — 11 хозяйств, 17 жителей.